# Farsbogölen
Farsbogölen är en sjö i Linköpings kommun i Östergötland och ingår i Motala ströms huvudavrinningsområde. Sjöns area är 0,01 kvadratkilometer och den är belägen 178 meter över havet.